# Ce que Pauline ne vous dit pas
Production
Diffusion
Ce que Pauline ne vous dit pas est une mini-série télévisée française en 4 épisodes réalisée par Rodolphe Tissot sur un scénario de Antoine Lacomblez et Julien Capron,,.
Cette fiction est une coproduction de Gaumont Télévision et France Télévisions,,, réalisée avec la participation de la RTS (Radio télévision suisse) et de TV5 Monde et le soutien de la région Centre-Val de Loire.

## Synopsis
Par un concours de circonstances, Pauline est soupçonnée du meurtre de son ex-mari Olivier. Elle se bat pour prouver son innocence, mais tout la désigne comme coupable, notamment le témoignage de ses enfants et de sa belle famille. Olivier s'avère avoir été un tyran envers son entourage. L'enquête est ralentie par la réticence de Pauline à divulguer la malveillance d'Olivier. L'affaire arrive en cour d'assises. À la toute fin du procès, des nouveaux éléments font éclater la vérité.

## Distribution

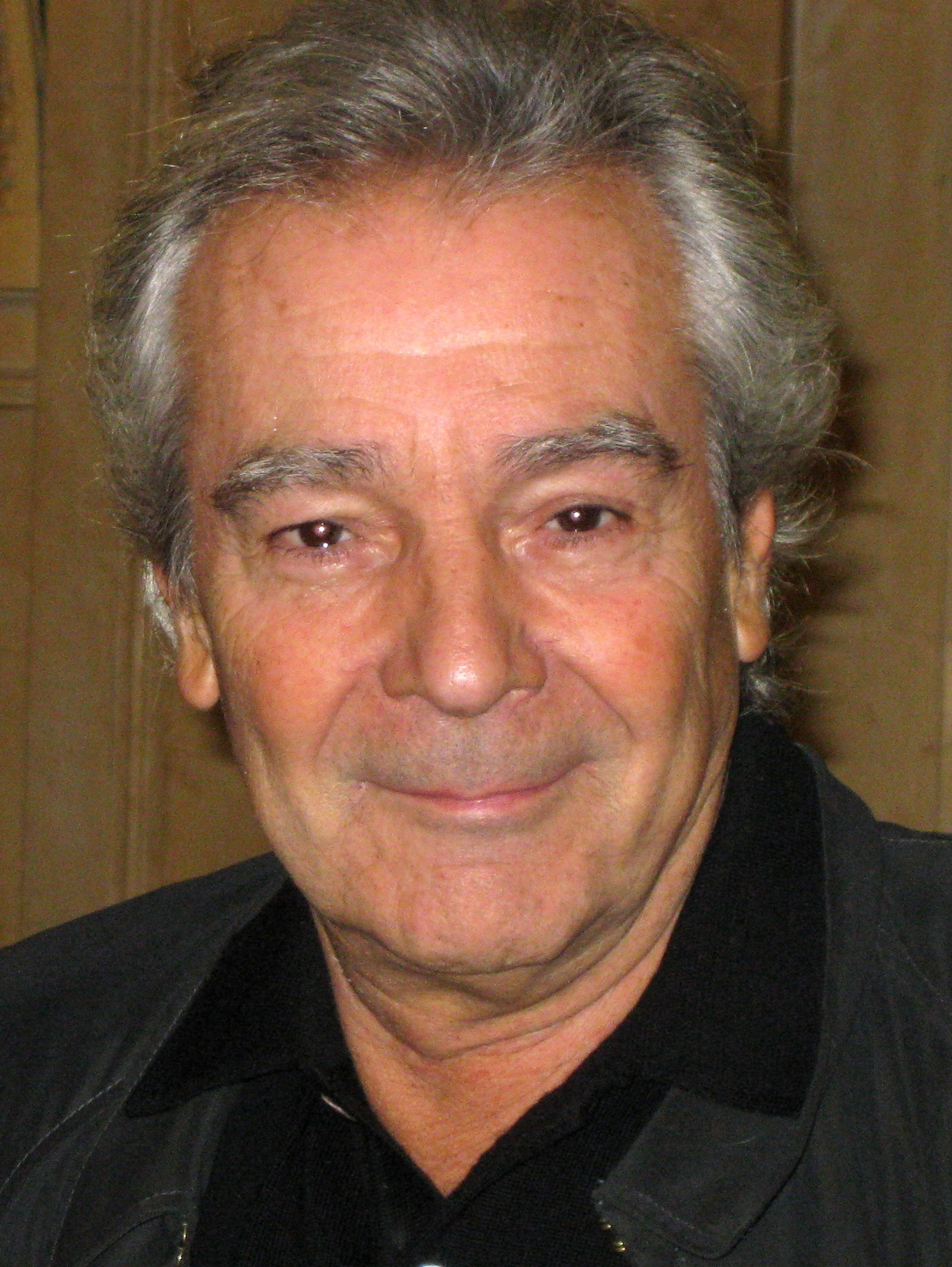
Pierre Arditi.

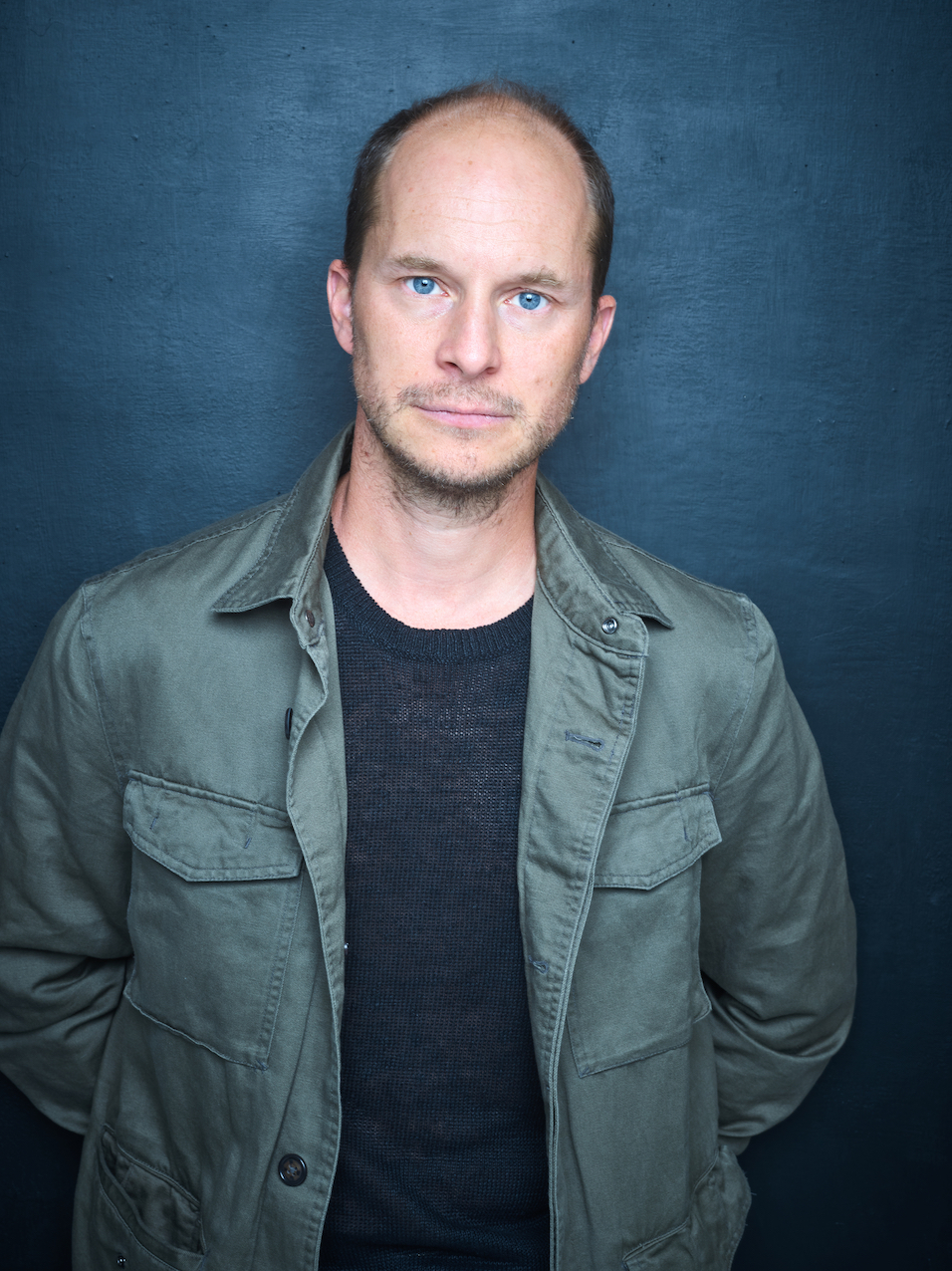
Guillaume Marquet.

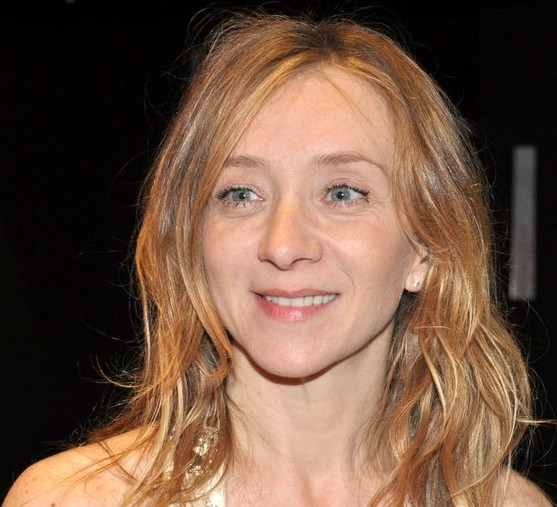
Sylvie Testud.

### Pauline, sa famille et sa belle-famille
- Ophélia Kolb : Pauline
- Antoine Berry Roger : Olivier Borel, l'ex-mari de Pauline
- Solàn Machado-Graner : Damien, le fils de Pauline
- Pierre Arditi : Bernard Borel, le beau-père de Pauline
- Hélène Alexandridis : Blandine Borel, la belle-mère de Pauline
- Guillaume Marquet : Romain Borel, le beau-frère de Pauline

### Justice et gendarmerie
- Grace Seri : juge d'instruction Morgane Sabaly
- Aurélien Recoing : procureur Pérez
- Grégoire Oestermann : maître Gibaut, avocat de la famille Borel
- Igor Mendjisky : Willy, le second avocat de Pauline
- Sylvie Testud : major de gendarmerie Marie Hermann

### Autres personnages
- Kévin Azaïs : Enzo Dupré
- Georgia Scalliet : amie de Pauline

## Production

### Genèse et développement
La série est créée et écrite par Antoine Lacomblez et Julien Capron,.
Le réalisateur Rodolphe Tissot assure : « J'ai vraiment eu un coup de foudre pour cette histoire, pour l'acuité et la complexité du regard qu'elle portait sur l'intimité des êtres, et pour l'écriture très fine des personnages, loin de tout manichéisme, ce qui est assez rare à la télévision ». 
Ophélia Kolb confie s'être reconnue dans le personnage de Pauline : « Dans ma vie, je suis plutôt comme Pauline ! On me reproche souvent mon côté taiseux, qui préfère garder ses émotions pour soi, n’exprime jamais son malaise ni son désaccord. Je me suis donc beaucoup identifiée et attachée à elle pour l'interpréter » ; « Cette manière d'être à la fois résignée, de ne pas vouloir dire du mal de ses proches, de ne pas savoir se défendre ni comment s'y prendre avec l'appareil judiciaire... Elle fonce un peu tête baissée en pensant à sa famille d'abord, sans vouloir heurter les gens autour ». L'actrice avoue n'avoir pas connu un tournage de tout repos : « Juste après le tournage, j'ai eu un lumbago. J'ai dû prendre sur moi une charge émotionnelle très puissante ».

### Tournage
Le tournage se déroule du 25 mars au 21 mai 2021 en région parisienne et à Tours,.

### Fiche technique
- Titre français : Ce que Pauline ne vous dit pas
- Genre : série judiciaire
- Production : Isabelle Degeorges et Nathan Franck[2],[3]
- Sociétés de production : Gaumont Télévision et France Télévisions[1],[2],[3] avec la participation de la RTS (Radio télévision suisse) et de TV5 Monde
- Réalisation : Rodolphe Tissot[1],[2],[3],[9]
- Scénario : Antoine Lacomblez et Julien Capron[2],[3],[10]
- Musique : Philippe Jakko[3],[11]
- Décors : Johann George[12],[13]
- Costumes : Sophie Bay-Baud
- Directeur de la photographie : Pénélope Pourriat
- Son : Yves Leveque
- Montage : Tina Baz
- Maquillage : Olivia Carron
- Pays d'origine :  France
- Langue originale : français
- Format : couleur
- Nombre de saisons : 1
- Nombre d'épisodes[2],[9],[10] : 4
- Durée : 52 minutes[2],[10]
- Dates de première diffusion :
  -  Suisse : 8 mars 2022 sur RTS Un
  -  France : 9 mars 2022 sur France 2[2],[14],[9]

## Accueil critique
Le Parisien donne 4,5 étoiles sur 5 à la mini-série et estime qu'Ophélia Kolb « est époustouflante dans le rôle d'une femme brisée par des années de mépris ».
Pour Le Figaro « Le premier quart d'heure de Ce que Pauline ne vous dit pas happe le téléspectateur. Car la caméra embrasse Pauline, sa colère, son malaise, son désarroi, son trouble, sa fragilité et ne la lâchera plus » : « À ne pas manquer ».
Télé Star estime que la série présente « un casting de choix et un démarrage prometteur ».
Pour TV Grandes Chaînes, la série présente « un drame fort et émouvant servi par des actrices convaincantes ».

## Audiences et diffusion

### En France
En France, la série est diffusée les mercredis vers 21 h 10 sur France 2, par salve de deux épisodes du 9 au 16 mars 2022.
| Épisode              | Diffusion             | Diffusion            | Audience moyenne          | Audience moyenne                       | Audience moyenne         | Audience moyenne | Réf.   |
| Épisode              | Jour                  | Horaire              | Nombre de téléspectateurs | Part de marché (sur les 4 ans et plus) | Part de marché (FRDA-50) | Classement       | Réf.   |
| -------------------- | --------------------- | -------------------- | ------------------------- | -------------------------------------- | ------------------------ | ---------------- | ------ |
| 1                    | Mercredi 9 mars 2022  | 21:10 - 22:05        | 2 960 000                 | 14,1 %                                 | 5,3 %                    | 1er              | [ 16 ] |
| 2                    | Mercredi 9 mars 2022  | 22:05 - 23:05        | 2 960 000                 | 14,1 %                                 | 5,3 %                    | 1er              | [ 16 ] |
| 3                    | Mercredi 16 mars 2022 | 21:10 - 22:05        | 2 700 000                 | 12,4 %                                 |                          |                  | [ 17 ] |
| 4                    | Mercredi 16 mars 2022 | 22:05 - 23:05        | 2 600 000                 | 13,9 %                                 |                          |                  | [ 17 ] |
|                      |                       |                      |                           |                                        |                          |                  |        |
| Moyenne de la saison | Moyenne de la saison  | Moyenne de la saison | 2 800 000                 | 13,6 %                                 |                          |                  | [ 18 ] |

- Les plus hauts chiffres d'audience
- Les plus bas chiffres d'audience